# Andrew Stimpson
Andrew Stimpson (* 1980 in Largs, Schottland) ist ein ehemaliges britisches Model. Er wurde als der erste dokumentierte HIV-infizierte Patient bekannt, von dem angenommen wird, sein eigenes Immunsystem habe den Erreger der meist tödlichen Immunschwäche vermutlich selbsttätig zerstört. Die Annahme begründet sich darauf, dass bei einer späteren Testreihe keine Antikörper mehr feststellbar waren. Von Berichten zweier britischer Sonntagszeitungen abgesehen stehen genaue Informationen nicht zur Verfügung.
Im August 2002 wurde bei dem Schotten eine HIV-Infektion diagnostiziert. Bei einem erneuten Test, der aufgrund gesundheitlicher Besserung im Oktober 2003 durchgeführt wurde, waren keine Antikörper mehr feststellbar. Stimpson wurde keiner ärztlichen Behandlung unterzogen. Seine Spontanheilung wird als Anomalie angesehen.
Medienberichten zufolge sei ausgeschlossen, dass beim ersten positiven HIV-Test ein falsches Testergebnis vorgelegen hat. Es ist aber durchaus möglich, dass Andrew über eine Genanomalie verfügt, die ein Andocken des HI-Virus verhinderte. Daher kann das Verschwinden seiner HIV-Antikörper nicht als Heilung in dem Sinne verstanden werden, dass der Heilmechanismus auf andere HIV-Positive übertragen werden kann, deren Genarchitektur nicht über diese Genanomalie verfügt. Es wird aber auch nicht ausgeschlossen, dass es bei der ersten Diagnose auch zu einer Verwechslung des untersuchten Blutes gekommen sein kann.
Es soll zwar schon ähnliche Fälle in Afrika gegeben haben, dort fehlten aber immer die Beweise.